# Taurignan-Castet
Taurignan-Castet é uma comuna francesa na região administrativa de Occitânia, no departamento de Ariège. Estende-se por uma área de 6,78 km². Em 2010 a comuna tinha 164 habitantes (densidade: 24,2 hab./km²).